# エーゲ・バミヤージ
『エーゲ・バミヤージ』（Ege Bamyasi）は、ドイツのロック・バンド、カンが1972年に発表したスタジオ・アルバム。

## 背景
1971年12月、カンは拠点をケルン近郊のヴァイラースヴィストに移し、かつて映画館だった建物を新しいインナー・スペース・スタジオとして使用し始めた。本作は新スタジオで録音された初のアルバムとなった。
トルコ語で「エーゲ海のオクラ」を意味する題名は、バンドがトルコ料理のレストランで見た缶詰に由来する。「Vitamin C」は、2012年リリースの未発表音源集『The Lost Tapes』に収録された12分に及ぶ曲「Dead Pigeon Suite」が原型となっている。「Spoon」の録音では、初期のドラムマシンが導入された。
「Spoon」はドイツのテレビドラマ『Das Messer』のテーマ曲に起用された。

## 反響・評価
バンドの母国西ドイツでは、先行シングル「Spoon」がシングル・チャート6位という大ヒットを記録するが、本作はアルバム・チャート入りしながった。
Ned Raggettはオールミュージックにおいて5点満点を付け「『タゴ・マゴ』に続く作品は、時間が短くなったこと以外は何ら引けを取っておらず、それどころかカンという集合体は、従来と変わらぬパワーと力量によって、期待に違わぬ音楽の再構築を披露している」と評している。
ピッチフォーク・メディアのスタッフが2004年に選出した「1970年代のトップ100アルバム」では19位にランク・イン。また、『NME』が2013年に選出した「The 500 Greatest Albums of All Time」では297位にランク・インした。

## 影響
本作からの曲は、しばしば後のヒップホップ・ミュージシャンによりサンプリングされた。カニエ・ウェストの曲「ドランク・アンド・ホット・ガールズ」では「Sing Swan Song」が使用され、スパンク・ロックの曲「エナジー」では「Vitamin C」が使用された。
ポーティスヘッドのジェフ・バーロウは、音楽活動を停止していた頃に本作を聴いて刺激を受け、2009年にはピッチフォーク・メディアのインタビューで当時のことを「俺の新しい人生のきっかけを作ってくれた。自分の渇望を満たす術を見つけた」と振り返っている。また、スティーヴン・マルクマスは「3年間ぐらい、毎晩寝る前にカンの『エーゲ・バミヤージ』をかけていたことがあった」と語っている。2012年にはケルンで行われた公演「Week-End Fest」において、カンは同地のバンドVon Sparと共に本作を完全再現した。

## 収録曲
全曲ともメンバー5人の共作。

### Side 1
1. Pinch - 9:29
2. Sing Swan Song - 4:47
3. One More Night - 5:35

### Side 2
1. Vitamin C - 3:32
2. Soup - 10:31
3. I'm So Green - 3:05
4. Spoon - 3:04

## 参加ミュージシャン
- ホルガー・シューカイ - ベース、エンジニアリング、編集
- ダモ鈴木 - ボーカル
- ミヒャエル・カローリ - ギター
- イルミン・シュミット - キーボード
- ヤキ・リーベツァイト - ドラムス